# Parafia św. Stanisława Biskupa i Męczennika w Starym Cykarzewie
Parafia św. Stanisława Biskupa i Męczennika w Starym Cykarzewie – parafia rzymskokatolicka, znajdująca się w archidiecezji częstochowskiej, w dekanacie Mykanów, erygowana w 1908 roku.